# Jamaica (métro de Mexico)
Pour les articles homonymes, voir Jamaica.
Jamaica est une station de correspondance entre les lignes 4 et 9 du métro de Mexico. Elle est située au sud de Mexico, dans la délégation Venustiano Carranza.

## La station
Son nom vient de sa proximité avec le Mercado de Jamaica (Marché de la Jamaïque). Son symbole représente un épi de maïs.